# Дюпюи, Жюль
Жюль Дюпюи́ (фр. Arsène Jules-Émile Juvenal Dupuit; 18 мая 1804, Фоссано, Пьемонт — 5 сентября 1866, XVI округ Парижа или Париж) — французский инженер, механик и экономист, один из предшественников маржинализма.

## Биография
Жюль родился 18 мая 1804 года в Италии (в то время оккупированной наполеоновскими войсками). Когда Жюлю было 10 лет, его семья переехала во Францию. В 1822 году окончил Политехническую школу в Париже. Работая инженером, проектировал дорожные объекты и в 1843 году получил за эту деятельность орден Почётного легиона.

## Научная деятельность

### Работы по механике
В 1830-е годы Ж. Дюпюи провёл ряд экспериментов по определению сопротивления, испытываемого цилиндрическим катком радиуса {\displaystyle R}  при его качении по горизонтальной плоскости. Обрабатывая эти данные, он в 1837 году предложил формулу для силы трения качения, по которой она обратно пропорциональна  {\displaystyle {\sqrt {R}}} .  Затем последовала оживлённая и достаточно резкая дискуссия (1839—1841) между Дюпюи и другим французским механиком — А. Мореном, данные экспериментов которого убедительно подтверждали справедливость формулы Кулона (по ней сила трения качения обратно пропорциональна {\displaystyle R} ),  после чего работы Дюпюи по трению качения были надолго забыты.
Впрочем, в середине XX века фундаментальные исследования Д. Тейбора по теории трения качения привели к частичной реабилитации представлений Дюпюи. Оказалось, что для материалов с выраженной несовершенной упругостью (резина, дерево, отчасти — чугун), для деформирования которых характерен упругий гистерезис, формула Дюпюи обеспечивает лучшее совпадение с опытом, чем формула Кулона.
Занимался также подземной гидродинамикой, где исследовал дифференциальное уравнение, описывающее движение грунтовых вод.

### Работы по экономике
В 1844 году опубликовал статью «О мере полезности гражданских сооружений», где доказывал несостоятельность применявшегося в то время способа определения эффективности (полезности) хозяйственных мероприятий. В статье впервые был применён предельный анализ в экономике (после Тюнена и Курно). Впервые проанализировал излишек потребителя — ключевое понятие экономики благосостояния. Дюпюи опровергал представление о полезности гражданских сооружений (мостов, дорог) как сумме денежных поступлений от их эксплуатации.